# Le Tréhou
Le Tréhou település Franciaországban, Finistère megyében. Lakosainak száma 636 fő (2022. január 1.). Le Tréhou Irvillac, La Martyre, Ploudiry, Saint-Eloy, Saint-Urbain, Sizun és Tréflévénez községekkel határos.

## Népesség
A település népességének változása:
| Lakosok száma | 596  | 453  | 395  | 504  | 618  | 625  | 633  | 648  | 644  | 636  |
|               | 1968 | 1982 | 1990 | 2006 | 2013 | 2015 | 2017 | 2019 | 2020 | 2022 |